# Thietmar (margrave de Mersebourg)
Thietmar, connu aussi sous les noms de Thiatmar, Dietmar, ou Thiommar, est mort le 1er juin 932. Il était comte (Graf) en Saxe et tuteur, puis instructeur militaire (vir disciplinae militaris peritissmus) d’Henri Ier l'Oiseleur. Au plus tard après la mort de sa femme, Thietmar possédait de nombreux biens dans l'Ostphalie, proche des confins avec le territoire des Slaves occidentaux au-delà des fleuves Elbe et Saale; d'où le nom « de Mersebourg ».

## Biographie
Ses aïeuls sont inconnus. Il est entré au service d’Henri l'Oiseleur (né en 876) et sa dynastie des Ludolphides vers 886. Alors que celui-ci se préparait à devenir, et lorsqu’il est devenu duc de Saxe, Thietmar était probablement à la tête d’un petit corps d’armée d’élite qui lui aurait permis de fonder une marche à l’est du duché de Saxe.
Depuis la mort du duc Bruno dans la lutte contre les Vikings en 880, le père d’Henri, Otton Ier était chef de la famille saxonne. En 894, il a accompagné le roi carolingien Arnulf à sa campagne en Italie, afin qu'ensuite le monarque a contracté le mariage de son fils Zwentibold de Lotharingie avec la fille d’Otton Ier, Oda de Saxe. Ce lien matrimonial marque le début de l'ascension des Ludolphides, et Thietmar en a profité.
Il épousa Hildegard, éventuellement une parente du roi Conrad Ier, avec laquelle il eut trois enfants :
- Hidda, née vers 885, qui épousa le comte saxon et margrave Christian de Thuringe, mère de l’archevêque Géron de Cologne;
- Siegfried, né vers 895, comte de Merseburg;
- Gero le Grand, margrave de la Marche de l'Est saxonne, né vers 900.

En 902, Otton de Saxe est nommé abbé laïc de l'abbaye impériale de Herford. Néanmoins, la dynastie des Conradiens s'est prononcée dans le duché de Franconie et le duc Conrad Ier fut élu roi de Germanie en 911. Encore en 906, Otton marie son fils Henri l'Oiseleur avec Hateburge de Altstadt, probablement la sœur veuve de l'épouse de Thietmar, Hildegard. Cette union fut séparée en 909, toutefois, Otton de Saxe découvrit à l'abbaye de Herford Mathilde de Ringelheim, petite fille de l'abbesse Mathilde Ire, qui après des négociations menées par sa grand-mère, fut mariée à Henri l'Oiseleur. C'était précisément Thietmar, qui a arrangé le mariage, après que sa belle-sœur Hateburge soit tombée en disgrâce.

## Sources
- Leyser, Karl. "Henry I and the Beginnings of the Saxon Empire." The English Historical Review, Vol. 83, No. 326. (Jan., 1968), p. 1–32.

- (en) Cet article est partiellement ou en totalité issu de l’article de Wikipédia en anglais intitulé « Thietmar, Count of Merseburg » (voir la liste des auteurs).